# Allie Long
Allie Long és una jugadora de futbol, que juga com a centrecampista. Té 10 internacionalitats i 2 gols pels Estats Units.

## Trajectòria
| Temporades  | Club                     | Títols         | Selecció (fases finals)       |
| ----------- | ------------------------ | -------------- | ----------------------------- |
|             | Long Island Fury         |                |                               |
| 2005 - 2006 | Penn State Nittany Lions |                | Mundial sub-20 2006 (4t lloc) |
| 2007 - 2008 | North Carolina Tar Heels | 1 Lliga (NCAA) |                               |
| 2009 - 2010 | Washington Freedom       |                |                               |
| 2011        | Sky Blue FC              |                |                               |
| 11/12       | Paris Saint-Germain      |                |                               |
| 2012        | New York Fury            |                |                               |
| 2013 - act. | Portland Thorns          | 1 Lliga (NWSL) |                               |